# Richard Strauss
Richard Georg Strauss (München, 1864. június 11. – Garmisch-Partenkirchen, 1949. szeptember 8.) a 19. századvég és a 20. század első felének német, késő romantikus zeneszerzője, főleg szimfonikus programzenéiről (Don Juan, Halál és megdicsőülés, Till Eulenspiegel vidám csínyjei, Imigyen szóla Zarathustra, Hősi élet, Symphonia Domestica, és az Alpesi szimfónia); operáiról (A rózsalovag, Elektra, Az árnyék nélküli asszony és Salome) és dalairól ismert. Strauss kora jelentős karmesterei közé tartozott, a Bajor Állami Operaház és a Berlini Állami Operaház főzeneigazgatója, a Bécsi Operaház igazgatója volt.

## Életpályája
Apja, Franz Joseph Strauss (Parkstein, 1822 – München, 1905) kora legjelentősebb német kürtvirtuóza volt (Hans von Bülow „a kürt Joachimjának” nevezte), anyja, Josephine a Pschorr sörfőző dinasztiából származott, amely egyike volt München leggazdagabb családjainak.

### Ifjúsága
Részben apai biztatásra már hatévesen zenét szerzett, később a müncheni kapellmeisternél, Friedrich Wilhelm Meyernél tanult zeneszerzést. Vezetése alatt az első korai zongorára és énekhangra komponált darabok után, megjelentek nagyobb szabású kompozíciói is, versenyművek illetve egy nagyobb szonáta, egy vonósnégyes, két szimfónia, valamint egy szerenád fúvósokra.
1882-ben kezdte meg filozófiai és művészettörténeti tanulmányait a müncheni Lajos–Miksa Egyetemen, de hamarosan saját akaratából abbahagyta.
1883-ban „művészi” utazásra indult, többek között Drezdába és Berlinbe, ahol a meiningeni udvari zenekar karmesterével, Hans von Bülowval kötött barátsága eredményeként – aki 1885-ben maga mellé vette az ifjút – ismerhette meg Johannes Brahmsot. Miután Bülow nyugalomba vonult, az 1885/1886-os évadban Strauss kapta meg a meiningeni udvari zenekar vezető karmesteri posztját.
Az addig eltelt időszakban a fiatal Strauss romantikus zeneszerzői stílusa közelebb állt Robert Schumannhoz és Brahmshoz, a jelentős fordulat Alexander Ritterrel való találkozása után következett be (Ritter hegedűs volt, Richard Wagner unokahúgának férje). Ez a találkozás megerősítette Strausst abban, hogy Wagner stílusa felé forduljon, de nagy hatással voltak rá Liszt Ferenc szimfonikus költeményei is.

### München, Weimar (1886–1898)

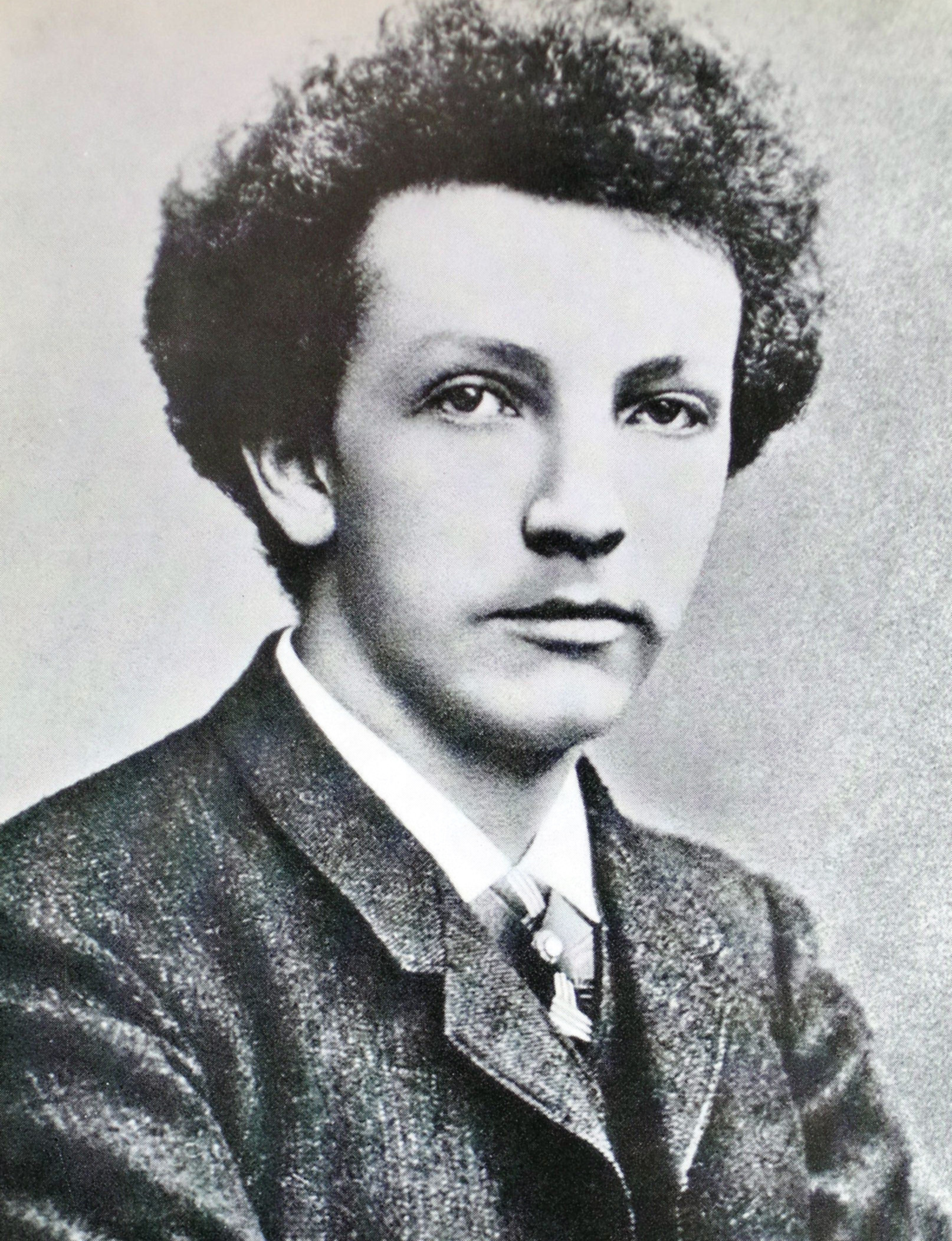
Richard Strauss 1888-ban

Az 1886. április 6-án aláírt szerződés alapján a Müncheni Operaház, a Hofoper karmestere lett, a társulatnál 1887 júliusáig maradt, majd 1889-től a Weimari Operaház másodkarmesteri posztját kapta meg.
Ebben az időszakban komponálta jelentős szimfonikus költeményeit, az első a négytételes zenekari fantázia, amely az „Itáliából” címet kapta, a művet saját vezényletével, 1887-ben Münchenben mutatták be, s a szerző Tondichtungnak (zeneköltemény) nevezte. A kezdeti nehézségek után (a következő szimfonikus költeményét, a Macbethet három feldolgozás követte) Strauss a „Don Juan”-ban (Lenau nyomán, 1888–1889), illetve a Halál és megdicsőülésben (Tod und Verklärung) (1888–1890) fejlesztette ki összetéveszthetetlen stílusát, ami egy csapásra ismertté tette. A következő években több szimfonikus művet komponált, közöttük a Till Eulenspiegel vidám csínyjeit és az Imigyen szóla Zarathustrát.
Zarathustra részlet

Probléma esetén lásd:Médiafájlok kezelése.

### Berlini évek (1898–1918)
Karmesterként 1898-ban Wagner Trisztán és Izoldájával  debütál a Berlini Operában, (Hofoper Unter den Linden), berlini évei alatt elsősorban kortárs zeneszerzők művei bemutatását támogatta.
A sikeres szimfonikus költemények után még Münchenben, 1887-ben kezdett el dolgozni első operáján, a Guntramon, mely az 1894-es bemutatása után csak kevés előadást élt meg. Több sikert hozott a Feuersnot (Tűzínség) (1901). Az első két operája Wagner jelentős hatását viseli magán. Az igazán nagy áttörést a Salome és az Elektra (ősbemutatója 1909-ben Drezdában) hozta meg. Zeneileg a tonális bázist kezdetben soha nem vesztette el, az Elektra volt az első olyan műve, ahol letért a tonalitás útjáról, ez volt az az opera, ahol először dolgozhatott Hugo von Hofmannsthallal, aki az Elektra, majd Strauss további operáinak is librettóírója volt. Kirobbanó sikereket értek el A rózsalovaggal, amelynek ősbemutatója 1911-ben Drezdában volt.
A berlini évek során már világhírű zeneszerző és karmester Észak-Amerikában is sikeres koncerteket adott, többek között New Yorkban, a Carnegie Hallban 1904 februárjában, ezután nagy sikerrel vezényelte márciusban saját műveit, a Don Quixotét és a Till Eulenspiegelt, majd a Symphonia domesticát. Következő koncertjének műsorán egy Brahms mű és Mozart Jupiter szimfoniája állt, de zongorán kísérte feleségét, Pauline Strauss-de Ahnát is egy dalesten.
Ezenkívül utazott Görögországban és Itáliában is.

### Bécs, München (1919–1949)
1919-ben Franz Schalkkal közösen elvállalták a Bécsi Állami Operaház, a Wiener Hofoper vezetését, ahol Strauss újabb operájának, az Árnyék nélküli asszonynak ősbemutatóját 1919. október 10-én tartották.
Bécsi évei alatt támogatta a neves színházi rendező, Max Reinhardt és Hugo von Hofmannsthal által kezdeményezett Salzburgi Ünnepi Játékok elindítását, a fesztivál első operaelőadását, Mozart Don Giovanniját 1922-ben ő vezényelte. Operaigazgatói tevékenysége Bécsben 1924-ben lezárult, és ettől kezdve már csak zeneszerzői és karmesteri tevékenységet folytatott.
Hugo von Hofmannsthal halála után Stefan Zweig lett a librettóírója. Újabb operájának, A hallgatag asszonynak befejezett librettóját Zweig 1933-ban juttatta el a zeneszerzőhöz, szinte egyszerre Adolf Hitler kancellárrá választásával. Joseph Goebbels találkozásaik alkalmával érzékeltette, hogy a librettista személye a származása miatt nem szerencsés. A drezdai próbák idején csak Strauss követelésére írták fel Zweig nevét a plakátokra, a bemutatóról Hitler távol maradt, és csak egy további előadást tartottak. Az operának további kihatása volt a komponista életére, a német titkosszolgálat figyelte Strauss és Zweig levelezését, Hitler utasította Goebbelst, hogy „egészségi okokból” mondassa le a zeneszerzőt a Birodalmi Zenei Kamara éléről, aki két héttel a premier után, július 6-án ezt meg is tette.
A szakirodalom sokféleképpen értelmezi Strauss szerepét a nemzetiszocializmusban. Egyes állítások szerint teljesen apolitikus volt, minthogy Alice nevű menye, és így unokái is részben zsidó származásúak voltak.
1942-ig még számos operát írt, kései éveiben komponálta a Daphne és a Capriccio című remekét, amely egy könnyedebb, klasszicizmusát összefoglaló mű.
Felesége Pauline Strauss-de Ahna énekesnő (1863–1950) volt, aki első operájában Freihild szerepét énekelte. Később dalainak jelentős előadója lett, és Strauss szívesen koncertezett vele.

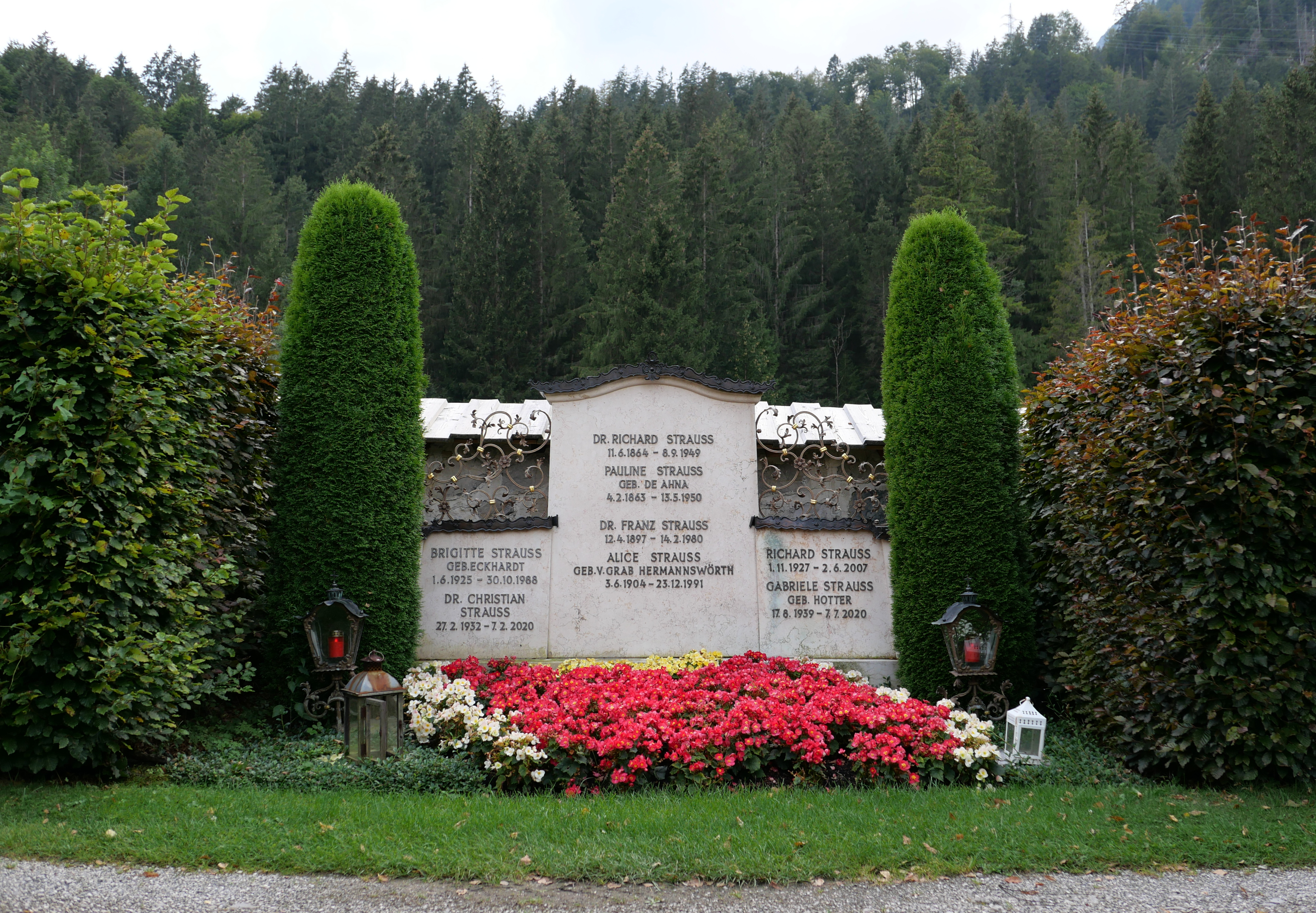
A sír 2024.

1948-ban fejezte be utolsó nagy művét, a Négy utolsó éneket, szólóhangra és zenekarra (ősbemutatója 1950-ben Kirsten Flagstad közreműködésével, Wilhelm Furtwängler vezénylete mellett Londonban volt), amely a legismertebb vokális kompozíciója. Eredetileg ezek a dalok nem dalciklusnak készültek. Utolsó befejezett alkotása szintén dal volt, a Malven, amelyet november 23-án fejezett be.
Gyászszertartása 1949. szeptember 12-én volt a müncheni Ostfriedhofban, a Bajor Állami Operaház zenekarát Solti György vezényelte. Strauss maradványait elhamvasztották. Az urnát a garmisch-partenkircheni garmisch temetőben temették el egy sírban, amelyben felesége Pauline, fiuk, Franz (1898–1980) és felesége Alice (1904–1991), Richard unokája (1927–2007) és felesége, Gabrielle , született Hottert (1939–2020), és unokáját, Christiant és feleségét, Brigitte-et, született Eckhardtot (1925–1988) temették el.

## Magyar vonatkozások
Többször vezényelte saját és mások műveit Budapesten (1895. december, 1908. december, 1910. november, 1926. január – négy estés Strauss-hét keretében – 1930. február, 1932. október).
1908. decemberében a Wiener Konzertverein budapesti vendégjátéka során saját szimfonikus költeményét, a Don Juant, valamint Beethoven: III. szimfóniáját, az Eroicát vezényelte, a koncertről a Nyugatban Ignotus írt kritikát. Az Elektra magyarországi bemutatója a Magyar Királyi Operaházban 1910. március 1-én volt, a november 3-i és 5-i előadásokat Strauss maga vezényelte. Az egyiptomi Heléna magyarországi bemutatóját szintén R. Strauss vezényletével tartották 1932. október 31-én az Operaházban.

## További tudnivalók
Richard Strauss nem volt rokoni kapcsolatban a bécsi keringők neves zeneszerzőivel, ifj. és id. Johann Strauss családjával, bár az Antarktisz I. Sándor-szigetén 1961 márciusa óta a Strauss-hegy az ő közös családnevüket viseli.

## Művei

### Szimfonikus költemények
- Itáliából op. 16. (1886)
- Don Juan op. 20. (1889)
- Macbeth op. 23. (1888/90)
- Halál és megdicsőülés op. 24. (Tod und Verklärung) (1891)
- Till Eulenspiegel vidám csínyjei op. 28. (1895)
- Imigyen szóla Zarathustra op. 30. (1896)
- Don Quixote op. 35. (1898)
- Hősi élet (Ein Heldenleben) op. 40. (1899)
- Symphonia domestica op. 53. (1904)
- Alpesi szimfónia op. 64. (Eine Alpensinfonie) (1915)

### További zenekari és versenyművek
- d-moll szimfónia (1880)
- Hegedűverseny d-moll op. 8. (1881/82)
- Esz-dúr kürtverseny Nr.1. op.11. (1882/83)
- f-moll szimfónia op. 12. (1883)
- Burleske zongorára és zenekarra (1890)
- Két zongoraverseny
- Ünnepi prelúdium op. 61. nagyzenekarra és orgonára a Wiener Konzerthaus megnyitásának alkalmából (1919)
- Japán ünnepi zene (1940)
- Esz-dúr kürtverseny Nr.2. TrV 283 (1942)
- Versenymű oboára és kiszenekarra (1945)
- Duett-Concertino klarinétra, fagottra és zenekarra
- Ünnepi zenék, Alkalmi kompozíciók, Fanfárok, Szvitek
- „Filmzene” a Rózsalovag filmváltozatához (áthangszerelés) (1925)

### Opera
- Guntram op. 25.  (1894)
- Tűzínség op. 50. (1901)
- Salome op. 54. (1905)
- Elektra op. 58.  (1909)
- A rózsalovag op. 59. (1911)
- Ariadné Naxos szigetén op. 60. (első változat: 1912, második változat: 1916)
- Az árnyék nélküli asszony op. 65. (1919)
- Intermezzo op. 72. (1924)
- Az egyiptomi Heléna op. 75. (1928, átdolgozva: 1933)
- Arabella op. 79. (1933)
- A hallgatag asszony op. 80. (1935)
- A béke napja op. 81. (1938)
- Daphné op. 82. (1938)
- Danae szerelme op. 83. (1940)
- Capriccio op. 85. (1942)

### Balettzenék
- József-legenda op. 63. (1914)
- Schlagobers op. 70. (Tejszín) (1924)

### Kamarazene (válogatás)
- Introduktion, Téma és Variáció kürtre és zongorára Esz-dúr AV 52 (1877)
- Szerenád 13 fúvósra, op. 7. (1881)
- Vonósnégyes A-dúr op. 2. (1881)
- Csellószonáta F-dúr op. 6. (1880–1883)
- Kvártett zongorára, hegedűre, brácsára és cselóra c-moll op. 13. (1883–85)
- Zongora- vagy zenekari kíséretes dalok
- Andante kürtre és zongorára op. posztumusz (1888)
- Szonatina no. 1. F-dúr. „Aus der Werkstatt eines Invaliden“ 16 fúvósra (1943)
- Metamorfózis 23 vonós hangszerre (1945)
- Négy utolsó dal
- Szonatina no. 2. Esz-dúr. „Fröhliche Werkstatt“ 16 fúvósra (1944–1945)

### A-cappella-kórusművek
- Der Abend
- An den Baum Daphne
- Deutsche Motette
- Die Göttin im Putzzimmer
- Männerchöre

## Hangfelvételek
- Halál és megdicsőülés, Op.24 (1888) – Youtube.com, Közzététel: 2018. dec. 27.
- Dun Juan, Op.20 (1888) – Youtube.com, Közzététel: 2017. jún. 5.
- Egy hősi élet, Op.40 (1899) – Youtube.com, Közzététel: 2015. jan. 20.
- Macbeth, Op.23 (1890) – Youtube.com, Közzététel: 2018. aug. 14.
- Itáliából, Op.16 (1886) – Youtube.com, Közzététel: 2011. nov. 5.
- Don Quixote, Op.35 (1898) – Youtube.com, Közzététel: 2017. júl. 15.
- Imígyen szóla Zarathustra, Op.30 (1896) – Youtube.com, Közzététel: 2011. aug. 22.
- Alpesi szimfónia, Op.64 (1915) – Youtube.com, Közzététel: 2012. szept. 9.
- Symphonia domestica, Op.53 (1903) – Youtube.com, Közzététel: 2016. jan. 27.
- Richard Strauss: Daphne, – Ó, maradj még, édes nappal ! – YouTube.com, (magyar felirattal) Közzététel: 2020. nov. 15.
- Ariadne auf Naxos, – Großmächtige Prinzessin! – YouTube.com, (magyar felirattal) Közzététel: 2020. nov. 20.
- Richard Strauss: Capriccio, – Bohókás eszmefuttatás a zenéről – YouTube.com, (magyar felirattal) Közzététel: 2020. dec. 12.
- Richard Strauss: Daphne, – Ó, maradj még, édes nappal ! – YouTube.com, (magyar felirattal) Közzététel: 2020. dec. 22.

## Kották
- Strauss, Richard. International Music Score Library Project. (Hozzáférés: 2019. május 17.)